# José Serrano (político)
José Enrique Serrano (24 de octubre de 1943) es un político estadounidense de Nueva York. Serrano ha servido en la Cámara de Representantes de los Estados Unidos desde 1990 hasta 2021 y representa el decimosexto distrito del congreso del estado de Nueva York (mapa). Su hijo, José M. Serrano es un miembro del senado del estado de Nueva York.

## Biografía
Nació en Mayagüez, Puerto Rico. Muy joven, emigró al Bronx. Comenzó su carrera política en 1974 al ser elegido a la asamblea del estado de Nueva York representando al Partido Demócrata.
En 1990, ganó una elección especial para una vacante en la Cámara de Representantes de los Estados Unidos. Es considerado como uno de los miembros más liberales del Congreso. Está en contra del embargo comercial a Cuba y era uno de tres miembros del congreso partidarios de una retirada inmediata de Irak. Del presidente venezolano Hugo Chávez ha dicho en público que él es "un partidario fuerte de su gobierno y de su revolución". 